# João Manuel
João Manuel Loureiro dos Santos était un footballeur international portugais, né le 31 août 1967 à Moimenta da Beira et décédé le 18 mai 2005 à Guimarães. Il évoluait au poste de milieu de terrain.

## Biographie
João Manuel joue principalement en faveur de l'Académico Viseu, de l'Académica de Coimbra et de l'União Leiria.
Au total, il dispute 255 matchs en 1re division portugaise et inscrit 4 buts dans ce championnat.
Il joue également 4 matchs en Coupe de l'UEFA avec le club de Leiria.
João Manuel décède à l'âge de 37 ans d'une sclérose en plaques à l'hôpital de Guimaraes.

## Carrière
- 1982-1986 :  Moimenta da Beira (centre de formation)
- 1986-1988 :  Viseu e Benfica
- 1988-1992 :  Académico Viseu
- 1992-1995 :  Académica de Coimbra
- 1995-2004 :  União Leiria
- 2004-2005 :  Moreirense FC

## Palmarès
- Champion du Portugal de D2 en 1998 avec l'União Leiria
- Finaliste de la Coupe du Portugal en 2003 avec l'União Leiria

## Statistiques
- 1 sélection en équipe du Portugal
- 4 matchs et 1 but en Coupe de l'UEFA
- 255 matchs et 4 buts en 1re division portugaise
- 207 matchs et 23 buts en 2e division portugaise